# Ojo en el cielo (novela)
Ojo en el cielo (Eye in the Sky), también traducida como Un ojo en el cielo, es una novela de ciencia ficción del escritor estadounidense Philip K. Dick, publicada originalmente en 1957.
Durante una visita al (ficticio) Belmont Bevatrón (acelerador de partículas) en el año de 1959 (un futuro cercano para la novela, de 1957) ocho personas quedan atrapadas en una serie de mundos que no se sabe si son objetivos o subjetivos, reales o irreales. El incidente instigador es un mal funcionamiento del acelerador de partículas, que pone a todos los heridos en estados de inconsciencia total o parcial, "transportándolos" a otros mundos.
El título hace referencia al ojo de Dios, que aparece como un personaje en el universo del fundamentalista religioso Arthur Sylvester.

## Resumen de la trama y personajes
Jack Hamilton, el protagonista central, es despedido de su trabajo en California Maintenance Labs debido a la paranoia de la era de McCarthy sobre las simpatías políticas de izquierda de su esposa Marsha; este despido es instigado por el jefe de seguridad Charlie McFeyffe. Bill Laws, un afroamericano que posee un doctorado en física, es empleado como humilde guía turístico del Bevatrón. Arthur Sylvester es un anciano político conservador y creyente en una cosmología geocéntrica obsoleta, derivada de una rama cismática de Bábí. Joan Reiss es una mujer patológicamente paranoica, y Edith Pritchet es una anciana maternal pero censuradora. Su hijo David, junto con Charlie McFeyffe, completan el grupo de gira de ocho miembros.
Después de que el Bevatrón falla, los ocho miembros del grupo turístico resultan heridos por el colapso de una pasarela y los altos niveles de radiación. Despiertan a un mundo donde los milagros, la oración y las maldiciones son sucesos cotidianos. Hamilton y Charles McFeyffe viajan al cielo y vislumbran un gigantesco ojo de Dios. Descubren que están dentro de la mente de Arthur Sylvester y lo dejan inconsciente, con la esperanza de que hacerlo los devuelva a la realidad. En cambio, continúan a un universo diferente. El siguiente universo es una caricatura de la moral victoriana en la que Edith Pritchett ha abolido todo lo que considera desagradable, y el tercer universo revela los delirios paranoicos de Joan Reiss.
Finalmente, el grupo llega a una caricatura marxista de la sociedad estadounidense contemporánea. Los personajes descubren que Marsha Hamilton no creó este mundo. En cambio, Charles McFeyffe se revela como un comunista que está utilizando su puesto como jefe de seguridad para promover los ideales del Partido Comunista.
Después de que McFeyffe queda inconsciente, el grupo cree que han regresado al mundo real. Jack Hamilton y Bill Laws forman una pequeña empresa que busca avances en tecnología estereofónica. La revelación de las lealtades marxistas de McFeyffe se descarta como indemostrable. La novela termina de manera ambigua, ya que no está claro si el grupo ha vuelto a la realidad o todavía vive en el universo de otra persona.

## Recepción
Anthony Boucher elogió la novela como "bien calculada y hábilmente revelada", y dijo que "nunca había visto [su] tema tratado con mayor destreza técnica o con más significado psicológico".

## En la cultura popular
El episodio 20 del anime de ciencia ficción Ergo Proxy, titulado "Sagrado Ojo del Vacío/Adiós, Vincent ", está basado en Ojo en el Cielo. En este episodio, el protagonista se despierta y se encuentra atrapado dentro del subconsciente de alguien, presumiblemente uno de los personajes principales, y debe atravesar realidades dentro de realidades mientras descubre cómo escapar, y al mismo tiempo confirma que es más que solo un producto imaginativo del cerebro en el que está atrapado.